# 青森県の市町村章一覧
青森県の市町村章一覧（あおもりけんのしちょうそんしょういちらん）は、青森県内の市町村に制定されている、あるいは制定されていた市町村章の一覧である。なお、一覧の順序は全国地方公共団体コード順による。廃止された市町村章は廃止日から順に掲載している。

## 概要

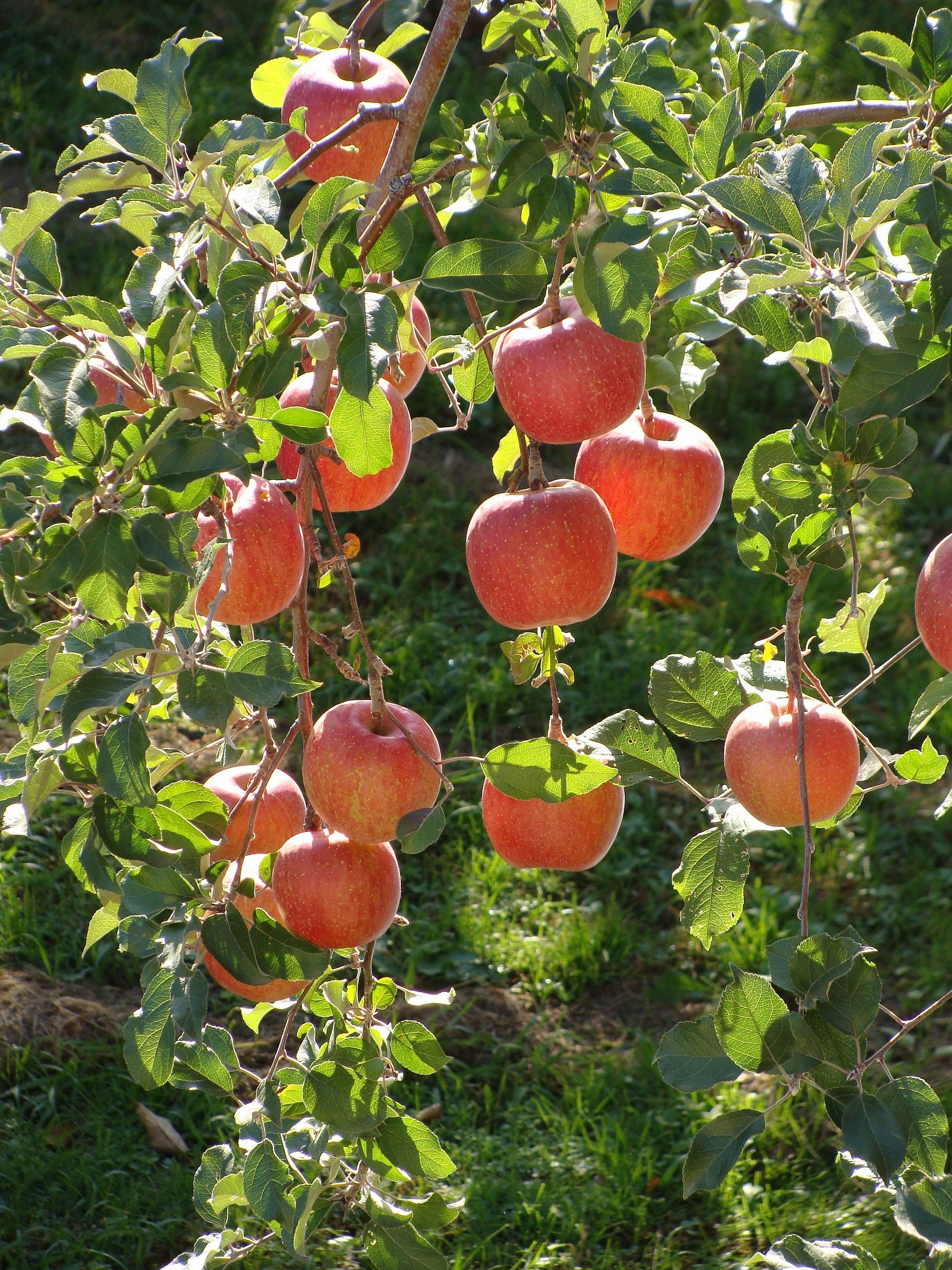
リンゴの種類の一つであるふじ

- 青森県（特に津軽地方[1]）はリンゴの収穫量・栽培面積が日本一であり、日本全国の生産量の約56%（2013年現在[2]）を占め、国内おろか世界から見ても有数の生産団地が形成されている。[1]その為、津軽地方ではリンゴをモチーフにした紋章を使っている自治体（五所川原市[3]・北津軽郡板柳町[4]・西津軽郡柏村[5]（現:つがる市））がある。

## 市部
| 市         | 市章 | 由来                                                                             | 制定日         | 備考                                                                                 |
| ---------- | ---- | -------------------------------------------------------------------------------- | -------------- | ------------------------------------------------------------------------------------ |
| 青森市     |      | 「青」を円形にして月の形に模擬し、北斗七星を表しかつ本州の北側の都市を表している | 2005年4月27日  | 1901年4月に制定され、1972年7月26日に規格制定され、新制施行後に継承される             |
| 弘前市     |      | 「卍」を表している                                                               | 2006年11月15日 | 旧・弘前市制時の1900年6月14日に制定され、新制施行後に継承される 津軽藩主の紋章である |
| 八戸市     |      | 「八戸」と南部藩向鶴の紋章を図案化したもの                                       | 1931年8月27日  | 市旗は紋章部を赤（真紅）にしているが、市章単体では青色を使用。                       |
| 黒石市     |      | 黒石藩の旗印と替紋を表したもの                                                   | 1889年4月1日   | 黒石町章として制定されていたものを市制施行後に継承される                             |
| 五所川原市 |      | 「G」を表している                                                                | 2005年7月1日   | 色は青色・緑色・赤色が指定されている 2代目の市章である                               |
| 十和田市   |      | 十和田湖と自然を表している                                                       | 2005年3月14日  | 色は青色と緑色が指定されている 2代目の市章である                                     |
| 三沢市     |      | 三つの「サ」を円形に配置し「ミサワ」を意味したものであり、矢は松葉を配したもの   | 1958年11月25日 | 三沢村制時の1916年に制定され、大三沢町制施行後かつ市制施行後に継承される             |
| むつ市     |      | 「むつ」を図案化したもの                                                         | 1960年11月1日  |                                                                                      |
| つがる市   |      | 全体は「つ」を図案化し、稲穂と日本海波を表したもの                               | 2005年2月11日  |                                                                                      |
| 平川市     |      | 「ひ」を基にして図案化したもの                                                   | 2006年1月1日   | 色は赤色・緑色・黄緑色が指定されている                                               |

## 町村部
| 郡       | 町村       | 町村章 | 由来                                                                                   | 制定日                 | 備考                                                                                           |
| -------- | ---------- | ------ | -------------------------------------------------------------------------------------- | ---------------------- | ---------------------------------------------------------------------------------------------- |
| 東津軽郡 | 平内町     |        | 「平」と白鳥を組み合わせたもの                                                         | 1963年3月22日          |                                                                                                |
| 東津軽郡 | 今別町     |        | 「今」を円で囲み「別」で青函トンネル（制定当時は計画線）を図案化したもの               | 1965年12月25日         |                                                                                                |
| 東津軽郡 | 蓬田村     |        | 「ヨ」を三本の尖った線で図案化したもの                                                 | 1980年7月1日           | 色は黒色と金色が指定されている                                                                 |
| 東津軽郡 | 外ヶ浜町   |        | 「そ」を表したもの                                                                     | 2005年3月28日          | 色は緑色と青色が指定されている                                                                 |
| 西津軽郡 | 鰺ヶ沢町   |        | 「あじがさわ」を表し、更に「わ」を図案化し「あさ」を円より飛び出させて、円を表したもの | 1977年5月10日          |                                                                                                |
| 西津軽郡 | 深浦町     |        | 「フ」・カモメ・波しぶきを図案化したもの                                               | 2005年3月31日          | 旧・深浦町制時の1972年3月に制定されていたのを新町制後に継承される 制定前は作成されていなかった |
| 中津軽郡 | 西目屋村   |        | 「にし」を鳩の形に図案化したもの                                                       | 1966年12月14日         | 平松敬堂の作品である                                                                           |
| 南津軽郡 | 藤崎町     |        | 「F」をリンゴ・白鳥・稲穂の形で図案化したもの                                          | 2005年9月21日          | 色は黄色・紫色・赤色が指定されている 3代目の町章である                                         |
| 南津軽郡 | 大鰐町     |        | 「大」と二本の二重にした「鰐」を表す輪を表したもの                                     | 1964年7月1日           | 制定前は作成されていなかった                                                                   |
| 南津軽郡 | 田舎館村   |        | 田を中心に上部に館（城）を表したもの                                                   | 1959年8月15日          | 制定前は作成されていなかった                                                                   |
| 北津軽郡 | 板柳町     |        | 「イ」をリンゴの形に象ったもの                                                         | 1965年1月5日           | 色は赤色が指定されている 2代目の町章である                                                     |
| 北津軽郡 | 鶴田町     |        | 円の上半分は「ツ」を、下半分は同じく「ル」をそれぞれ図案化し「鶴」を象徴化したもの     | 1956年8月8日           |                                                                                                |
| 北津軽郡 | 中泊町     |        | 「中」を基にして、躍動感を表したもの                                                   | 2005年3月28日          | 色は橙色・緑色・青色が指定されている                                                           |
| 上北郡   | 野辺地町   |        | 「の」を陸奥湾の波頭に図案化したもの                                                   | 1961年11月24日         |                                                                                                |
| 上北郡   | 七戸町     |        | 天間林村の「て」と旧・七戸町の「し」を組み合わせ、「七」を図案化したもの               | 2005年9月8日           | 2代目の町章である                                                                              |
| 上北郡   | 六戸町     |        | 六つの「戸」を図案化したもの                                                           | 1960年10月1日          |                                                                                                |
| 上北郡   | 横浜町     |        | 「よ」を図案化したもの                                                                 | 1970年9月 （日付不明） |                                                                                                |
| 上北郡   | 東北町     |        | 「とう」を形象し、大地と・小川原湖が高瀬川放水路で太平洋と結ばれた形状を表したもの     | 2005年9月2日           | 色は青色・緑色・赤色が指定されている 2代目の町章である                                         |
| 上北郡   | 六ヶ所村   |        | 「六」を図案化したもの                                                                 | 1966年2月9日           |                                                                                                |
| 上北郡   | おいらせ町 |        | 「おいらせ」を柔らかめに崩して意匠化したもの                                           | 2006年3月1日           | 色は赤色・青色・緑色が指定されている                                                           |
| 下北郡   | 大間町     |        | 大間・奥戸・材木の三集落を象徴したもの                                                 | 1966年8月25日          |                                                                                                |
| 下北郡   | 東通村     |        | 東通村の地形を意匠化したもの                                                           | 1973年10月1日          | 色は緑色が指定されている                                                                       |
| 下北郡   | 風間浦村   |        | 「風間浦村」を基にし、丸形は資源と尖形は発展を表したもの                               | 1971年5月14日          |                                                                                                |
| 下北郡   | 佐井村     |        | 「さ」を近代感覚で図案化したもの                                                       | 1972年7月18日          |                                                                                                |
| 三戸郡   | 三戸町     |        | 「三戸町」を象徴したもの                                                               | 1955年3月20日          | 色は地色は若草色であり、紋章は橙色と臙脂色が指定されている                                     |
| 三戸郡   | 五戸町     |        | 「五戸」を組み合わせたもの                                                             | 1961年7月1日           | 制定前は作成されていなかった                                                                   |
| 三戸郡   | 田子町     |        | 田子町営バスの車輪を図案化したもの                                                     | 1935年4月4日           |                                                                                                |
| 三戸郡   | 南部町     |        | 山は名久井岳・川は馬淵川・二つの円は農業を表したもの                                   | 2006年1月1日           | 山の部分は緑色・川の部分は青色・二つの円の部分は赤色が指定されている 2代目の町章である         |
| 三戸郡   | 階上町     |        | 「上」を図案化し、その上に「階」を載せたもの                                           | 1964年8月1日           | 階上村章として制定されたものを町制施行後に継承される                                           |
| 三戸郡   | 新郷村     |        | 「しん」を鳥の翼の形に組みあわせたもの                                                 | 1973年3月26日          | 制定前は作成されていなかった                                                                   |

## 廃止された市町村章
| 市郡       | 町村       | 市町村章 | 由来 | 制定日         | 廃止日         | 備考                                                                                                |
| ---------- | ---------- | -------- | --- | -------------- | -------------- | --------------------------------------------------------------------------------------------------- |
| 三本木市   |            |          | 三本の円は平等・平和・友愛を表し、大地に足を据える目的を持つために木を表したもの                                                                                             | 1955年2月1日   | 1956年10月10日 | |
| 南津軽郡   | 平賀町     |          | 岩木山と町の二大産業であるコメとリンゴを配したものである | 不明           | 1964年6月20日  | 初代の町章である                                                                                    |
| 北津軽郡   | 板柳町     |          | 中心部に「イ」を配しかつそれをリンゴの形にし、ヤナギはリンゴを取り囲むように配したものである                                                                                 | 不明           | 1965年1月5日   | 初代の町章である                                                                                    |
| 中津軽郡   | 藤崎町     |          | 不明 | 1940年頃       | 1975年8月1日   | 初代の町章である                                                                                    |
| 西津軽郡   | 木造町     |          | 上部の銀杏は津軽信政が新田開発の際に御刈谷のそばに手植えしたものであり、下部のマツは同じく信政の手植えのものであり、七里長浜の沿って、南北に延びる屏風山に見られるものである | 不明           | 1980年11月12日 | 初代の町章である                                                                                    |
| 三戸郡     | 倉石村     |          | 「くらいし」を図案化したもの | 1965年6月26日  | 2004年7月1日   | |
| 十和田市   |            |          | 「十和（輪）田」を図案化し、波の形は十和田湖を表したもの | 1958年4月22日  | 2005年1月1日   | 初代の市章である 黒色と金色が指定されている                                                         |
| 上北郡     | 十和田湖町 |          | 「と」を飛ぶ鳥に意匠化したもの | 1965年11月3日  | 2005年1月1日   | 十和田町章として制定され、改称施行後に継承される                                                    |
| 西津軽郡   | 木造町     |          | 「千代の松」と公孫樹を図案化したもの | 1980年11月12日 | 2005年2月11日  | 2代目の町章である                                                                                   |
| 西津軽郡   | 森田村     |          | 「も」を鳩の形に図案化したもの | 1970年10月8日  | 2005年2月11日  | |
| 西津軽郡   | 柏村       |          | 「カ」をリンゴと鳥の嘴で表し、図案化したもの | 1973年4月1日   | 2005年2月11日  | |
| 西津軽郡   | 稲垣村     |          | 外側は大きな「円」で表し、中側の三つの円は「自立と調和と発展」を表し、稲垣村で生活している村民がスクラムを組んだもの                                                         | 1976年3月10日  | 2005年2月11日  | |
| 西津軽郡   | 車力村     |          | 砂丘を表し、「車」を配しているもの | 1970年6月30日  | 2005年2月11日  | |
| 下北郡     | 川内町     |          | 全体で川内を組み合わせたもの | 1967年7月18日  | 2005年3月14日  | 色は緑色が指定されている                                                                            |
| 下北郡     | 大畑町     |          | 「オ」を飛鳥状にして図案化したもの | 1963年11月1日  | 2005年3月14日  | |
| 下北郡     | 脇野沢村   |          | 「ワ」を飛鳥上に意匠化したもの | 1971年12月22日 | 2005年3月14日  | |
| 五所川原市 |            |          | 「五」をリンゴの断面の形に図案化したもの | 1955年7月1日   | 2005年3月28日  | |
| 北津軽郡   | 金木町     |          | 中央の円形は「金木」を図案化したもので、上部の切割と円形は芦野公園のサクラの花弁と見做したもの                                                                               | 1955年3月      | 2005年3月28日  | 制定前は作成されていなかった                                                                        |
| 北津軽郡   | 市浦村     |          | 錨とヒノキアスナロを図案化したもの | 1965年6月30日  | 2005年3月28日  | 制定前は作成されていなかった                                                                        |
| 東津軽郡   | 蟹田町     |          | 農業・漁業・商工業の産業三本の柱にし、それらを変形した星で表し、「蟹」を配したもの                                                                                           | 1970年11月10日 | 2005年3月28日  | 棟方志功が応募した作品であったが、採用されなかった                                                  |
| 東津軽郡   | 平舘村     |          | 「平」を図案化し、融和・平和・団結を表したもの | 1970年4月1日   | 2005年3月28日  | |
| 東津軽郡   | 三厩村     |          | 「ミ」「ン」の文字を図案化し、「ミ」を津軽海峡・青函トンネル （制定当時は未開通かつ計画区域であり、世紀を結ぶ海底トンネルと表現された）を表したもの                          | 1965年10月1日  | 2005年3月28日  | 色は銀色・金色・黒色が指定されている                                                                |
| 南津軽郡   | 藤崎町     |          | 全体はフジの花を図案化したものであり、内部の「フ」は「ふ」とハクチョウが飛ぶ姿・岩木山を表したもの                                                                           | 1975年8月1日   | 2005年3月28日  | 2代目の町章である                                                                                   |
| 南津軽郡   | 常盤村     |          | 「常」を象り、輪（和）を表したもの | 1984年5月3日   | 2005年3月28日  | 1963年に制定されたものを1984年5月3日に告示された 制定前は作成されていなかった                       |
| 北津軽郡   | 中里町     |          | 三つの輪は合併前の中里・武田・内潟を表し、線を配したもの | 1963年8月21日  | 2005年3月28日  | 制定前は作成されていなかった                                                                        |
| 北津軽郡   | 小泊村     |          | 「こ」を円形にして図案化したもの | 1963年8月15日  | 2005年3月28日  | |
| 三戸郡     | 南郷村     |          | 「な」を図案化したもの | 1967年3月31日  | 2005年3月31日  | 制定前は作成されていなかった                                                                        |
| 西津軽郡   | 岩崎村     |          | 「イ」を図案化したもの | 1971年12月17日 | 2005年3月31日  | |
| 上北郡     | 七戸町     |          | 七つの「戸」を組み合わせたもの | 1971年10月1日  | 2005年3月31日  | 初代の町章である                                                                                    |
| 上北郡     | 天間林村   |          | 円と翼を組み合わせて｢天｣を模したもの | 1961年9月16日  | 2005年3月31日  | |
| 上北郡     | 東北町     |          | 「と」を飛鳥形状にして象徴したもの | 1966年9月14日  | 2005年3月31日  | 初代の町章である                                                                                    |
| 上北郡     | 上北町     |          | 「上北」を図案化したもの | 不明           | 2005年3月31日  | 1980年以前に制定されていた 上北町例規集の中には紋章が記載されていたが、制定日は記載されていなかった |
| 中津軽郡   | 浪岡町     |          | 北畠顕家が南朝を守るために各地を転戦した際に使用した軍旗に印されている旗を表したもの                                                                                         | 1957年3月      | 2005年4月1日   | 室町時代から使用され、町制施行後に継承される                                                        |
| 南津軽郡   | 尾上町     |          | 「尾」を猿賀神社のサギにあしらい、「上」を丸くして名産のリンゴを象徴したもの                                                                                                 | 1960年3月      | 2006年1月1日   | 制定前は作成されていなかった                                                                        |
| 南津軽郡   | 平賀町     |          | 横一文字の「ヒラカ」の配列は津軽平野を表し、周りを円形にしたもの | 1964年6月20日  | 2006年1月1日   | 1977年6月1日に告示される 2代目の町章である                                                          |
| 南津軽郡   | 碇ヶ関村   |          | 三つの輪（知情意の三つの円相）を表したもの | 1967年5月      | 2006年1月1日   | 1987年4月1日に告示される                                                                            |
| 三戸郡     | 南部町     |          | 「ナン」を図案化したもの | 1965年11月13日 | 2006年1月1日   | 初代の町章である 制定前は作成されていなかった                                                       |
| 三戸郡     | 名川町     |          | リンゴの花を図案化したもの | 1965年11月28日 | 2006年1月1日   | 制定前は作成されていなかった                                                                        |
| 三戸郡     | 福地村     |          | 「H」を図案化し、馬淵川により隔てられた両地区を「福」で結んだもの | 1968年11月3日  | 2006年1月1日   | |
| 中津軽郡   | 岩木町     |          | 岩木山特有のミチノクコザクラ（陸奥小桜）を図案化したもの | 1959年6月1日   | 2006年2月27日  | 岩木村章として制定され、町制施行後に継承された 制定前は作成されていなかった                         |
| 中津軽郡   | 相馬村     |          | ヒバを縦に割った形に稲の穂を配したもの | 1968年10月23日 | 2006年2月27日  | |
| 上北郡     | 百石町     |          | 「モ」をハトの翼とイチョウの葉の形にして図案化したもの | 1964年9月22日  | 2006年3月1日   | |
| 上北郡     | 下田町     |          | 「下田」を図案化したもの | 1937年4月25日  | 2006年3月1日   | 下田村章として制定され、町制施行後に継承された                                                      |

### 書籍
- 小学館辞典編集部 編『図典 日本の市町村章』（初版第1刷）小学館、2007年1月10日。ISBN 4095263113。
- 近藤春夫『都市の紋章 : 一名・自治体の徽章』行水社、1915年。NDLJP:955061
- 中川幸也『シリーズ人間とシンボル第2号「都市の旗と紋章」』中川ケミカル、1987年10月11日。
- 丹羽基二『日本の市章 （東日本）』保育社、1984年4月5日。
- 望月政治『都章道章府章県章市章のすべて』日本出版貿易株式会社、1973年7月7日。
- NHK情報ネットワーク『NHKふるさとデータブック2 [東北]』日本放送協会、1992年4月1日。
- 国際図書『事典　シンボルと公式制度』国民文化協会、1968年。

### 自治体書籍
- 青森県総務部総務課『青森県市町村合併誌』青森県、1961年3月20日。

### ウェブサイト
- 市町村の紋章・人口・世帯数・面積就業人口・事務所の位置（平成の大合併後に作成された）

### 自治体書籍

#### 津軽地域
- 藤崎町役場『藤崎町誌 第3巻 現代』青森県南津軽郡藤崎町、1996年3月。
- 藤崎町役場『旧・藤崎町勢要覧』青森県南津軽郡藤崎町。
- 藤崎町役場『旧・藤崎町例規集』青森県南津軽郡藤崎町。
- 常盤村役場『常盤村勢要覧』青森県南津軽郡常盤村。
- 蟹田町役場『蟹田町勢要覧』青森県東津軽郡蟹田町。
- 蟹田町役場『蟹田町例規集』青森県東津軽郡蟹田町。
- 平舘村役場『平舘村例規集』青森県東津軽郡平舘村。
- 平舘村役場『平舘村誌』肴倉弥八、1974年6月。
- 三厩村役場『三厩村勢要覧1978』青森県東津軽郡三厩村、1978年。
- 三厩村役場『三厩村例規集』青森県東津軽郡三厩村。
- 木造町役場『木造町例規集』青森県西津軽郡木造町。
- 森田村役場『森田村例規集』青森県西津軽郡森田村。
- 柏村役場『柏村例規集』青森県西津軽郡柏村。
- 稲垣村役場『稲垣村例規集』青森県西津軽郡稲垣村。
- 車力村役場『車力村例規集』青森県西津軽郡車力村。
- 岩崎村役場『岩崎村例規集』青森県西津軽郡岩崎村。
- 平賀町役場『平賀町例規集』青森県南津軽郡平賀町。
- 碇ヶ関村役場『碇ヶ関村例規集』青森県南津軽郡碇ヶ関村。
- 金木町役場『麗しき時の風韻 人が動き、時が流れる』青森県北津軽郡金木町、2005年3月。
- 市浦村役場『市浦村例規集』青森県三戸郡市浦村。

#### 三八上北・下北地域
- 風間浦村役場『風間浦村例規集』青森県下北郡風間浦村。
- 佐井村役場『佐井村例規集』青森県下北郡佐井村。
- 川内町役場『川内町勢要覧』青森県下北郡川内町。
- 脇野沢村役場『脇野沢村勢要覧』青森県下北郡脇野沢村。
- 脇野沢村役場『脇野沢村例規集』青森県下北郡脇野沢村。
- 大畑町役場『大畑町勢要覧』青森県下北郡大畑町。
- 大畑町役場『大畑町例規集』青森県下北郡大畑町。
- 上北町役場『上北町勢要覧 1980』青森県上北郡上北町、1980年。
- 東北町役場『東北町勢要覧』青森県上北郡東北町。
- 東北町役場『旧・東北町例規集』青森県上北郡東北町。
- 上北町役場『上北町例規集』青森県上北郡上北町。
- 『十和田観光十和田市商工概要』青森県十和田市、1961年。
- 十和田湖町役場『十和田湖町例規集』青森県上北郡十和田湖町。
- 十和田湖町史編纂委員会『十和田湖町史 上巻』青森県上北郡十和田湖町。
- 『八戸市立図書館南郷関連新聞切り抜き スクラップブック1（新聞切抜）』。
- 南郷村役場『南郷村例規集』青森県三戸郡南郷村。
- 倉石村役場『倉石村例規集』青森県三戸郡倉石村。
- 南部町役場『旧・南部町例規集』青森県三戸郡南部町。
- 名川町役場『名川町例規集』青森県三戸郡名川町。
- 福地村役場『福地村例規集』青森県三戸郡福地村。